# Jenny Graves
Jennifer Ann Marshall Graves AC (* 24. November 1941 in Adelaide, Australien) ist eine australische Genetikerin und Hochschullehrerin. Sie ist emeritierte Professorin am Institut für Molekularwissenschaften der La Trobe University und emeritierte Professorin an der Australian National University. Sie ist bekannt für ihre Beiträge zur Bestimmung des Ursprungs des menschlichen XY-Geschlechtschromosomensystems und zur Entdeckung des Ursprungs und der Entwicklung des Y-Chromosoms und des geschlechtsbestimmenden Gens bei Säugetieren.

## Leben und Werk
Graves war die erste Tochter von Tim Marshall, Leiter der Abteilung für Böden bei der Commonwealth Scientific and Industrial Research Organization (CSIRO), und Ann Nicholls, die an der Geographieabteilung der University of Adelaide lehrte. Graves besuchte in Adelaide die Highgate Primary School und dann das Presbyterian Girls’ College (heute Seymour College). Sie erhielt an der University of Adelaide 1964 ihren Bachelor of Science und 1967 ihren Master of Science für Arbeiten zur epigenetischen Stummschaltung eines X-Chromosoms bei weiblichen Beuteltieren. Anschließend promovierte sie 1971 bei Daniel Mazia in Molekularbiologie an der University of California, Berkeley über ihre Forschung zur Kontrolle der DNA-Synthese.
1971 kehrte sie als Dozentin für Genetik an der La Trobe University nach Australien zurück und wurde dort 1991 Professorin. 2001 wechselte sie an die Research School of Biological Sciences der Australian National University als Leiterin der Comparative Genomics Research Unit und Direktorin der ARC-Kompetenzzentrum für Känguru-Genomik. Sie kehrte 2011 als Distinguished Professor an die La Trobe University nach Melbourne zurück, behielt jedoch Ehrenämter an der Australian National University (Professor Emeritus), der University of Canberra (Thinker-in-Residence) und der University of Melbourne (Professorial Fellow).

## Forschung
Ihre Forschung konzentrierte sich auf das Verständnis der Organisation und Entwicklung des Genoms von Säugetieren und nutzt die genetische Vielfalt der Säugetiere Australiens als Quelle genetischer Variation, um hochkonservierte genetische Strukturen und Prozesse zu untersuchen. Ihre Untersuchungen führten zu neuen Theorien über den Ursprung und die Entwicklung menschlicher Geschlechtschromosomen und geschlechtsbestimmender Gene.

### Geschlechtsbestimmung
Zusammen mit ihrem damaligen Doktoranden Andrew Sinclair war Graves maßgeblich daran beteiligt, den Nachweis zu erbringen, dass das ZFY-Gen für die Geschlechtsbestimmung bei Säugetieren nicht erforderlich war. Die Geschlechtsbestimmung erfolgt bei Plazenta-Säugetieren, einschließlich Beuteltieren, durch ein testisbestimmendes Gen auf dem Y-Chromosom. Graves und Sinclair zeigten durch vergleichende Genomik, dass das ZFY auf Chromosom 5 bei Kängurus und auf Chromosom 3 beim Dickschwanz-Dunnart und nicht auf dem Y-Chromosom gefunden wird und daher nicht an der Bestimmung des Geschlechts beteiligt sein kann. Sinclair zeigte später, dass SRY das bei Säugetieren für die Geschlechtsbestimmung verantwortlich Gen ist.
Graves entdeckte, dass die Geschlechtschromosomen des Schnabeltiers homolog zum Vogel-ZW sind und nicht mit dem Säugetier-XY konserviert sind. Dank dieser Arbeit konnte die Entstehung der Geschlechtschromosomen von Säugetieren auf die Zeit vor 160 bis 190 Millionen Jahren zurückdatiert werden.
Ihre Forschung zur Geschlechtsbestimmung führte zu der Entdeckung, dass die australischen Agamen sowohl eine genetische als auch temperaturabhängige Geschlechtsbestimmung aufweisen. Bei normalen Temperaturen wird das Geschlecht der Nachkommen durch genetische Faktoren bestimmt (ZZ männlich, ZY weiblich), da zwei Kopien dieses von Z übertragenen Gens (ZZ) erforderlich sind, um die Hodenbildung zu induzieren. Bei höheren Temperaturen sind jedoch alle Jungtiere weiblich. Es wird vermutet, dass dies auf die Hitzeinaktivierung eines dosisempfindlichen Z-übertragenen Gens zurückzuführen ist, was zu ZZ-Schlüpflingen mit unzureichendem Produkt zur Geschlechtsbestimmung führt. Aufgrund dieser reduzierten Dosis entwickeln sich ZZ-Jungtiere zu Weibchen mit umgekehrtem Geschlecht. Diese Arbeit widerlegte die damals vorherrschende Hypothese, dass genetische und temperaturabhängige geschlechtsbestimmende Systeme grundlegend unterschiedlich seien.
Graves ist seit Mitte der 1980er Jahre an internationalen Projekten zur vergleichenden Genkartierung und -sequenzierung beteiligt. Sie initiierte Projekte zur Sequenzierung der Genome von Beuteltieren und Schnabeltieren und war Stiftungsdirektorin des ARC Centre of Excellence in Kangaroo Genomics. Sie ist Treuhänderin des internationalen Genome 10K-Konsortiums, dessen Ziel es ist, jedes Wirbeltier zu sequenzieren.
Sie hat mehr als 600 wissenschaftliche Arbeiten veröffentlicht, darunter 4 Bücher. Am 8. Oktober 2023 betrug ihr h-Index 86.

## Ehrungen (Auswahl)
- 1999: Fellow der Australian Academy of Science
- 2006 L’Oreal-UNESCO-Preisträgerin für Frauen in der Wissenschaft
- 2006: Macfarlane-Burnet-Medaille
- 2010: Offizier des Order of Australia (AO)
- 2017: Auszeichnung als erste Frau mit dem Preis des Premierministers für Wissenschaft[3]
- 2019: Fellow der US National Academy of Sciences[4]
- 2022: Companion of the Order of Australia (AC)[5]
- 2023: Ruby Payne-Scott-Medaille